# Inkscape
Inkscape (von englisch ink, „Tinte“, und -scape wie in landscape, „Landschaft“) ist eine freie, plattformunabhängige Software zur Bearbeitung und Erstellung zweidimensionaler Vektorgrafiken. Das Programm eignet sich zum Erstellen einseitiger Dokumente wie Logos, Vektorkunst, technischen Diagrammen, Landkarten, Stadtplänen, Flugblättern, CD-Motiven, Postern, Schriftzügen, Comics usw.
Arbeitsdateien werden im SVG-Format gespeichert, einem quellenoffenen, auf XML basierenden Standard des W3C. Daher lassen sich Arbeitsdateien ohne Konvertierung in vielen Bildbetrachtern darstellen.

## Funktionalität

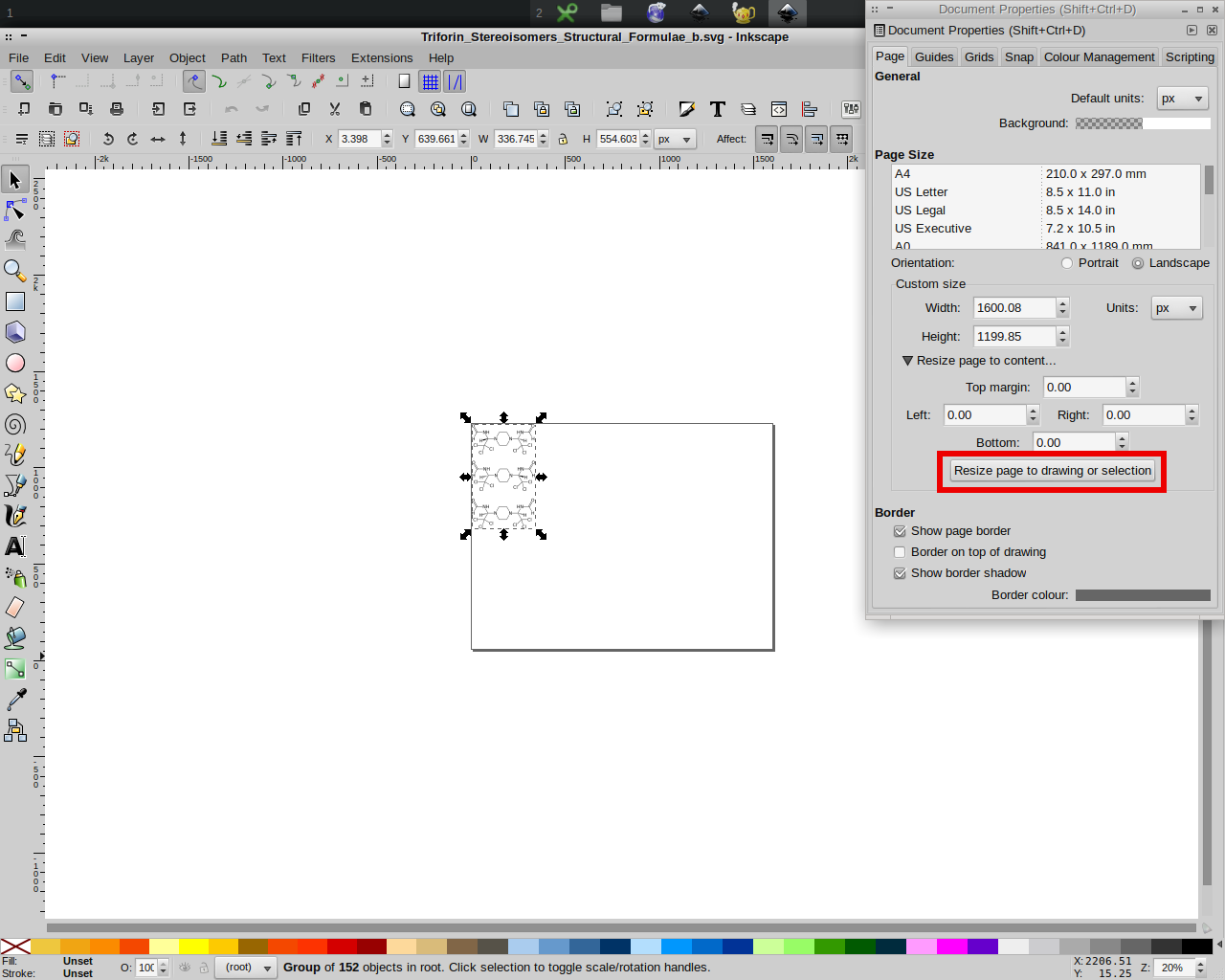
Viewport

Beispiel: Vektorkarte

Beispiel: Vektorisierung einer Glyphe

Objekte können auf unterschiedlichen Wegen angelegt werden. Es lassen sich grafische Primitiven, Bézier-Kurven, bewegliche Verbindungen und Textfelder erzeugen, Rastergrafiken importieren sowie Freihandlinien und kalligraphische Figuren zeichnen. Alle Objekte lassen sich mit booleschen Operationen an anderen Objekten schneiden oder miteinander vereinen. Zudem lassen sich geschlossene Pfade mit Polygonen füllen, die ihre Form an die Form des Pfades anpassen. Objekte und Pfade lassen sich durch Koordinatentransformationen sowie Verschiebung einzelner Punkte manipulieren. Texte lassen sich hart formatieren oder auf einen beliebig geformten Pfad legen. Fließtexte können über mehrere Textblöcke verteilt dargestellt werden. Es lassen sich sowohl einzelne Farben als auch Farbverläufe oder Masken auf Objekte projizieren. Farblich komplexere Oberflächen lassen sich mithilfe der integrierten Filter erstellen. Es gibt auch diverse Filter, die künstlerische Effekte erzeugen und die Form von Pfaden verändern. Neben Vektorgrafiken lassen sich auch Rastergrafiken in Inkscape-Projekte importieren und vektorisieren. Seit Version 0.92 kann Inkscape PDFs und PostScript 3 – die komplexe Farbverläufe unterstützten – exportieren.

### Liste aller grafischen Primitiven
- Rechtecke
- Quader
- Ellipsen (einschließlich Kreisen)
- Einfache und sternförmige Polygone
- Spiralen
- Kurven (nur über die Inkscape-Erweiterungen)

### Dateiformate
Inkscape verwendet intern das Dateiformat Scalable Vector Graphics (SVG) Version 1.1. Alle anderen Dateiformate, die das Programm importiert oder exportiert, werden zu oder aus SVG konvertiert. Inkscape nutzt in die SVG-Daten eingebettet Cascading Style Sheets (CSS). Es setzt jedoch weder den gesamten Standard von SVG noch den von CSS um. Insbesondere werden die im SVG-Standard enthaltenen Möglichkeiten für die Animation nicht unterstützt.
Inkscape kann standardmäßig folgende Dateiformate importieren:
- Adobe Illustrator Artwork (AI)
- CorelDRAW (CDR)
- Microsoft Visio Drawing (VSD)
- Portable Document Format (PDF)
- SVG Zip (SVGZ)
- Rastergrafikformate:
  - JPEG File Interchange Format (JPEG)
  - Portable Network Graphics (PNG)
  - Graphics Interchange Format (GIF)
  - Windows Bitmap (BMP)

Mithilfe eines Plugins können die Versionen bis 0.92.x folgende Dateiformate importieren:
- Computer Graphics Metafile (CGM)
- Dia
- Encapsulated PostScript (EPS) mit Ghostscript
- PostScript (PS) mit Ghostscript
- sK1 (SK1)
- Sketch
- Xfig (FIG)

Inkscape kann standardmäßig die folgenden Dateiformate exportieren:
- Encapsulated PostScript (EPS)
- Flash XML Graphics (FXG)
- Hewlett-Packard Graphics Language (HPGL)
- HTML5 Canvas
- LaTeX (TEX)
- Portable Document Format (PDF)
- PostScript (PS) (Level 3 mit Version 0.92)
- POV-Ray (POV)
- Synfig Animation Studio (SIF)
- Extensible Application Markup Language (XAML)

## Geschichte
Inkscape entstand 2003 als Abspaltung des Vektorzeichenprogramms Sodipodi aufgrund von Unstimmigkeiten über die Ziele und den Entwicklungsweg. Im Zuge der Aufspaltung wechselte man von der Programmiersprache C zu C++ und von der Bibliothek GTK+ zur C++-Variante gtkmm. Eine weitere große Änderung betraf die Benutzeroberfläche: Die Benutzeroberfläche von Sodipodi orientierte sich an GIMP und CorelDRAW, die neu gestaltete Benutzeroberfläche von Inkscape hingegen an Xara Xtreme. Zudem wurde Inkscape gegenüber Sodipodi um eine Vielzahl neuer Funktionen ergänzt. 2005 wurde Inkscape (in der Version 0.42) in der Computerzeitschrift c’t als „brauchbares Werkzeug“, im Folgejahr als „Flaggschiff der freien Vektorgrafik“ bezeichnet. Der Funktionsumfang von Version 0.92 wurde in der Zeitschrift als „beeindruckend und professionell“ bezeichnet, aber auf Defizite im Farbmanagement beim Export bzw. Druck hingewiesen. 2018 wurde die 2D-Geometriebibliothek 2Geom als lib2Geom als eigenständiges Projekt veröffentlicht, um dessen Weiterentwicklung zu beschleunigen.
Nach dreijähriger Entwicklungszeit wurde im Mai 2020 die Version 1.0 des Vektorgrafikprogramms veröffentlicht, die Leistungsverbesserungen, neue Werkzeuge und Verbesserungen der Oberfläche enthielt. Das Programm lief auch erstmalig nativ auf macOS und war damit nicht mehr von XQuartz abhängig. Als GUI-Toolkit nutzte diese Version statt GTK+ 2 nun GTK+ 3.
Bis Ende November 2007 war das Quellcode-Repository von Inkscape bei SourceForge gehostet, anschließend bei Launchpad. Im Juni 2017 zog es zu GitLab um. Seit 2005 nahm Inkscape in den meisten Jahren am Programm Google Summer of Code teil.
Zum 20. Geburtstag wurde Version 1.3.1 im November 2023 veröffentlicht.
Die neue Version 1.4 von Inkscape, die im Oktober 2024 veröffentlicht wurde, erleichtert mit einer Filter-Galerie die Auswahl passender Filter durch Vorschau und Suchfunktion. Verschiedene Gitter ermöglichen präzisere Designs. Verbesserungen umfassen auch den Farbfeld-Dialog, den einheitlichen Schriftarten-Browser sowie die Möglichkeit, Affinity-Designer-Dateien zu importieren und interne Links in PDFs zu nutzen. Weitere Neuerungen sind ein neues Icon-Set, anpassbare Griffe, schnelleres Arbeiten mit dem Shape Builder und erweiterte Farbfeldformate.

## Versionsgeschichte
| Version         | Release-Datum      | Wichtige Features |
| 0.35            | 2. November 2003   | Erste Version von Inkscape |
| 0.36            | 2004               | |
| 0.37            | 2004               | [ 23 ] |
| 0.38            | 2004               | [ 24 ] |
| 0.39            | 2004               | [ 25 ] |
| 0.40            | 2004               | [ 26 ] |
| 0.41            | 10. Februar 2005   | [ 27 ] |
| 0.42            | 26. Juli 2005      | [ 28 ] [ 29 ] |
| 0.43            | 19. November 2005  | [ 30 ] |
| 0.44            | 24. Juni 2006      | [ 31 ] [ 32 ] |
| 0.45            | 5. Februar 2007    | [ 33 ] |
| 0.46            | 24. März 2008      | [ 34 ] |
| 0.47            | 24. November 2009  | [ 35 ] |
| 0.48 bis 0.48.5 | 23. August 2010    | [ 36 ] [ 37 ] [ 38 ] [ 39 ] [ 40 ] [ 41 ] |
| 0.91            | 30. Januar 2015    | Erstmals Inkscape als Windows 64-bit Version verfügbar |
| 0.92            | 4. Januar 2017     | Standard-Auflösung von 90 auf 96 dpi gesetzt |
| 0.92.2          | 7. August 2017     | Bugfixes und Stapel-Konverter verfügbar 90 zu 96 dpi |
| 0.92.3          | 13. März 2018      | Bugfixes und kleine Verbesserungen. Letzte unter Windows XP und Vista lauffähige Version |
| 0.92.4          | 17. Januar 2019    | Bugfixes und Verbesserungen wie automatisiertes Verarbeiten von Bilddateien mit Skripten |
| 0.92.5          | 11. April 2020     | Bugfixes und Verbesserungen, Python 2 und 3 für Extensions |
| 1.0 RC1         | 11. April 2020     | GTK3 und vieles mehr |
| 1.0             | 4. Mai 2020        | Wechsel auf GTK3, als native App für macOS |
| 1.0.1           | 6. September 2020  | Bugfix, CSS editieren, experimenteller color-managed Pdf-Export in Verbindung mit Scribus |
| 1.0.2           | 17. Januar 2021    | Radierer-Bugfix, boolesche Operationen, Zoom mit Mittel-Mausklick deaktivierbar und Verhindern von unerwünschtem Drehen der Zeichenfläche                                                          |
| 1.1             | 25. Mai 2021       | Begrüßungsdialog, Befehlseingabe, ein generalüberholtes Dialogdocksystem, ein Suchfeld in den Einstellungen und neue Exportformate                                                                 |
| 1.1.1           | 27. September 2021 | Bugfix und mehr |
| 1.1.2           | 5. Februar 2022    | Bugfix und mehr, 1.2 alpha mit mehreren Seiten |
| 1.2             | 16. Mai 2022       | Mehrere Seiten möglich mit Export und Import zu PDF |
| 1.2.1           | 14. Juli 2022      | kritische Bugs behoben |
| 1.2.2           | 5. Dezember 2022   | 4 kritische Bugs und 25 Fehler behoben, viele Funktionen verbessert |
| 1.3.0           | 23. Juli 2023      | Formerstellungswerkzeug, bessere PDF-Verarbeitung, bessere Musterbearbeitung |
| 1.3.1           | 18. November 2023  | zum 20. Geburtstag: Wartung und bugfix |
| 1.3.2           | 1. Dezember 2023   | Datenverlust-Fehler in 1.3.1 bei Sternen, Polygonen, Spiralen und 3D-Boxen behoben |
| 1.4             | 13. Oktober 2024   | Galerie der verfügbaren Filter mit Kategorisierung und Suche, verbesserte Rastereinstellungen, überarbeiteter Farbfelddialog, SVG-Font-Editor, neues Werkzeug Shape Builder, zusätzliches Icon-Set |
| 1.4.2           | 12. Mai 2025       | überarbeiteter Startbildschirm, Unterstützung für den Import von Vectornator-/Linearity-Curve-Dateien, viele Fehlerbehebungen und Übersetzungsaktualisierungen                                     |